# Castell d'Eltz

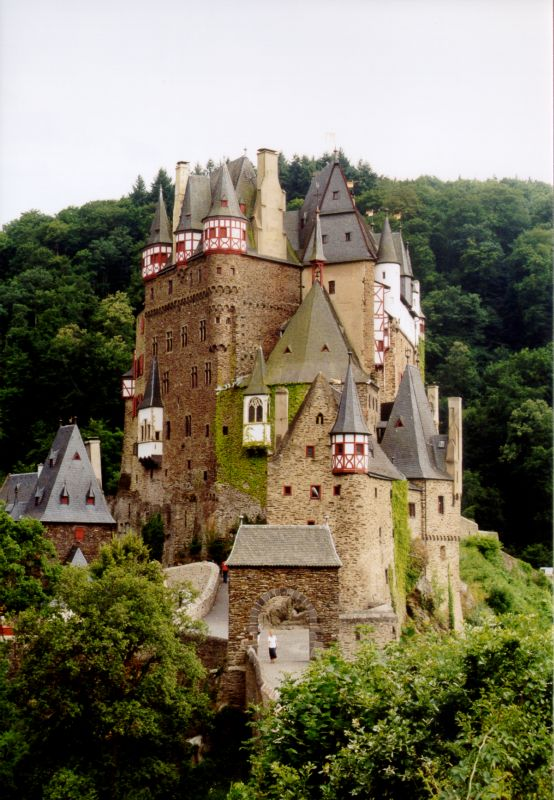
El castell des del nord-est

El castell d'Eltz és un castell medieval situat en els pujols sobre el riu Mosel·la entre Coblenza i Trèveris, Alemanya.
Encara és propietat d'una branca de la mateixa família que vivia allà al segle xii, fa 33 generacions. Les cases de les famílies Rübenach i Rodendorf al castell estan obertes al públic, mentre que la branca Kempenich fa ús de l'altra tercera part.
El palau de Bürresheim, el castell d'Eltz i el castell de Lissingen són els únics castells de la riba esquerra del Rin a l'estat federat de Renània-Palatinat que no han estat mai destruïts.

## Ubicació
El castell està envoltat en tres dels seus costats pel riu Elzbach, afluent en la riba nord del riu Mosel·la. Està situat en un espoló de roca de forma el·líptica a 70 m sobre el riu, en una important ruta romana entre riques terres agrícoles (Maifeld) i els seus mercats (Eifel).

## Descripció

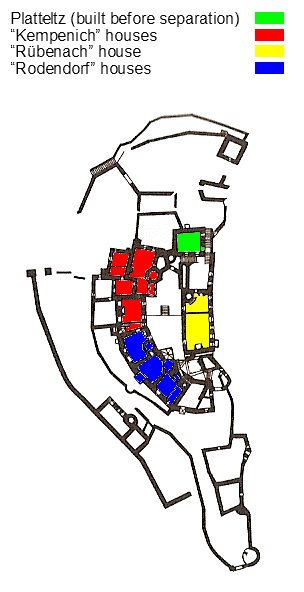
Plànol del castell de Eltz.

El castell pertany al tipus dels anomenats Ganerbenburg, és a dir, que pertany a una comunitat d'hereus. Està dividit en diverses parts, que corresponen a diferents famílies o branques d'una família; això sol ocórrer quan múltiples propietaris d'un o més territoris construeixen conjuntament un castell per allotjar-se.
A Europa, només un senyor medieval molt ric podria permetre's construir un castell en els seus dominis. Alguns d'ells només posseïen un poble, o fins i tot únicament part d'un poble, la qual cosa constituïa una base insuficient per pagar un castell. Aquells senyors vivien en cases de cavallers, que eren simples habitatges, considerablement majors que les dels seus inquilins. En algunes parts del Sacre Imperi Romanogermànic, el dret de successions requereix que la possessió es divideixi entre tots els seus successors. Aquests successors, l'herència dels quals és insuficient per construir un castell per si mateixos, poden construir un castell conjuntament, on cadascun posseeix una part separada per viure i tots comparteixen la fortificació defensiva.
En el cas del castell d'Eltz, la família es componia de tres branques, i el castell existent va ser aixecat amb tres complexos separats d'edificis. Abans de 1268, els fills Elias, Wilhelm i Theoderich van procedir a la primera partició del patrimoni, és a dir, al repartiment del castell i els dominis que d'ell depenien.
La part principal del castell la constitueixen les parts de la família. Vuit torres de fins a vuit pisos aconsegueixen altures de 30 i 40 metres. Estan fortificades amb gruixuts murs exteriors. Al voltant de 100 membres de les famílies propietàries de l'edifici van viure en les més de 100 habitacions del castell.
Platteltz, una torrassa romànica, és la part més antiga de l'edifici. L'any 1472 va ser completada la casa Rübenach, construïda en gòtic tardà. Cal destacar el Saló Rübenach, una sala d'estar, o el dormitori Rübenach amb les seves parets ampul·losament decorades.
Entre 1490 i 1540 es va construir la casa Rodendorf, també seguint l'estil gòtic tardà. En ella està la volta "sala de la bandera".
La construcció de les cases Kempenich va acabar entorn de 1530. Cada sala d'aquesta part del castell pot ser escalfada; per contra, altres castells només solien tenir una o dues habitacions amb calefacció.

## Galeria

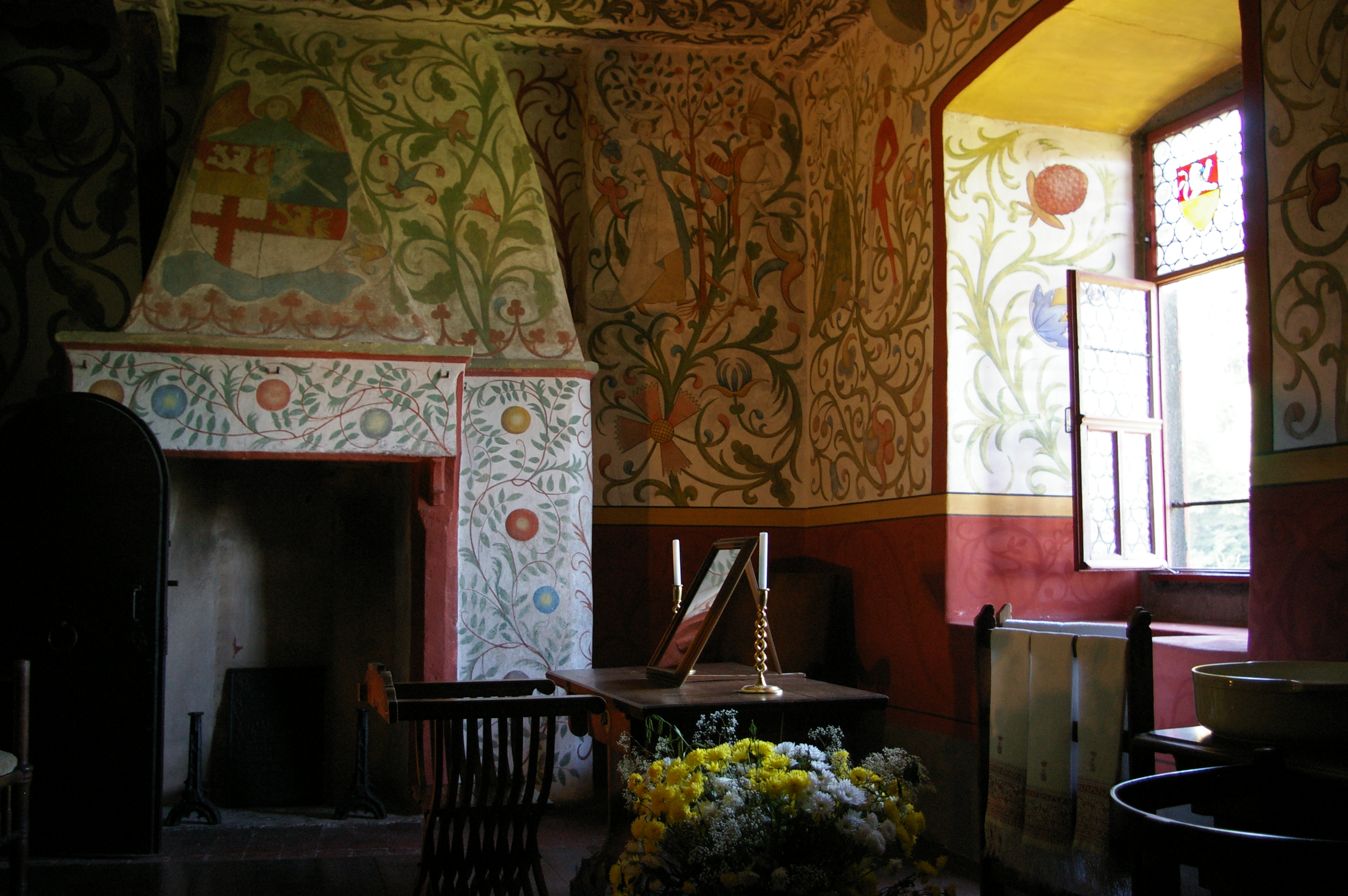
Habitació amb llar de foc
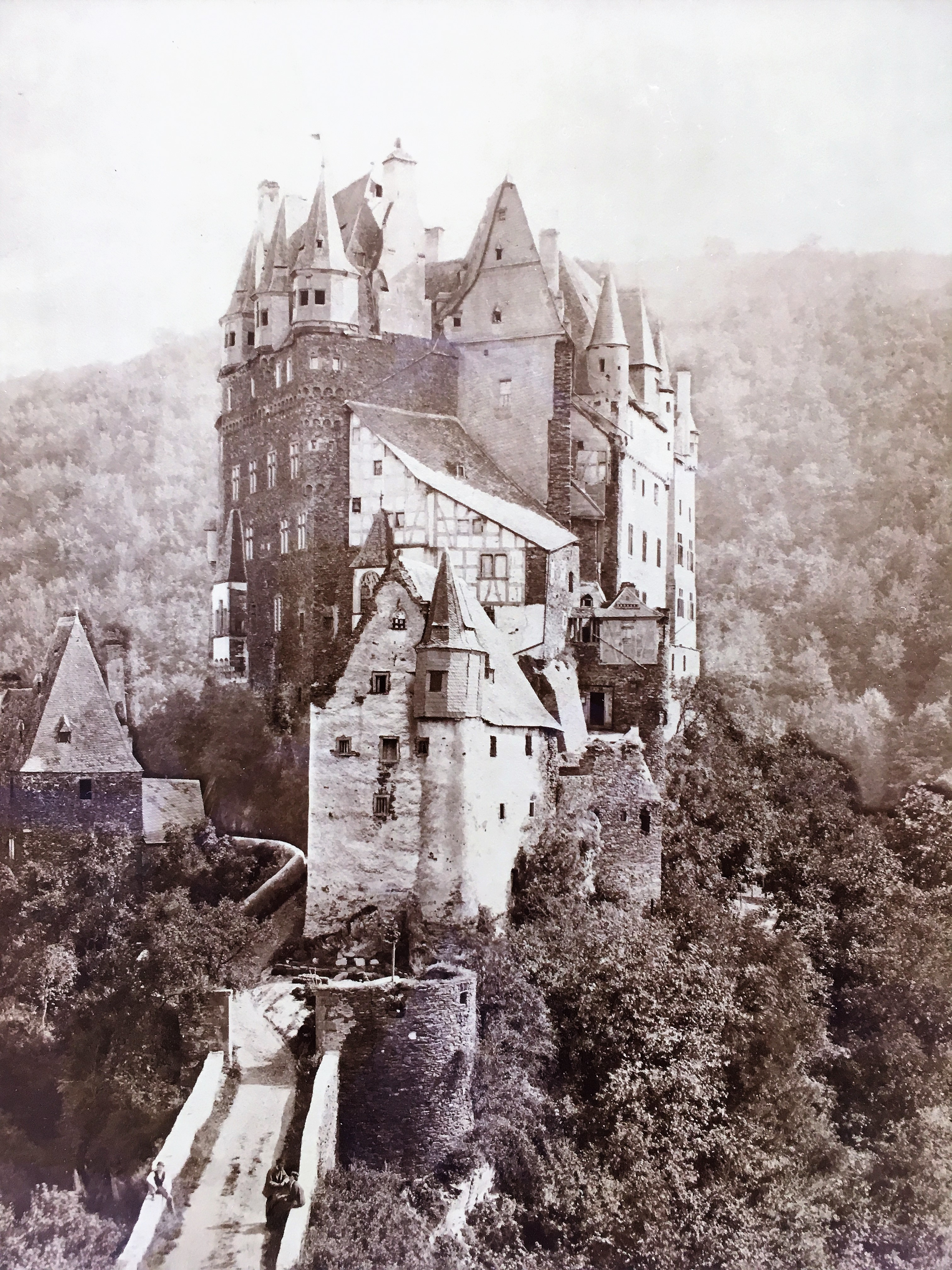
El castell circa 1860
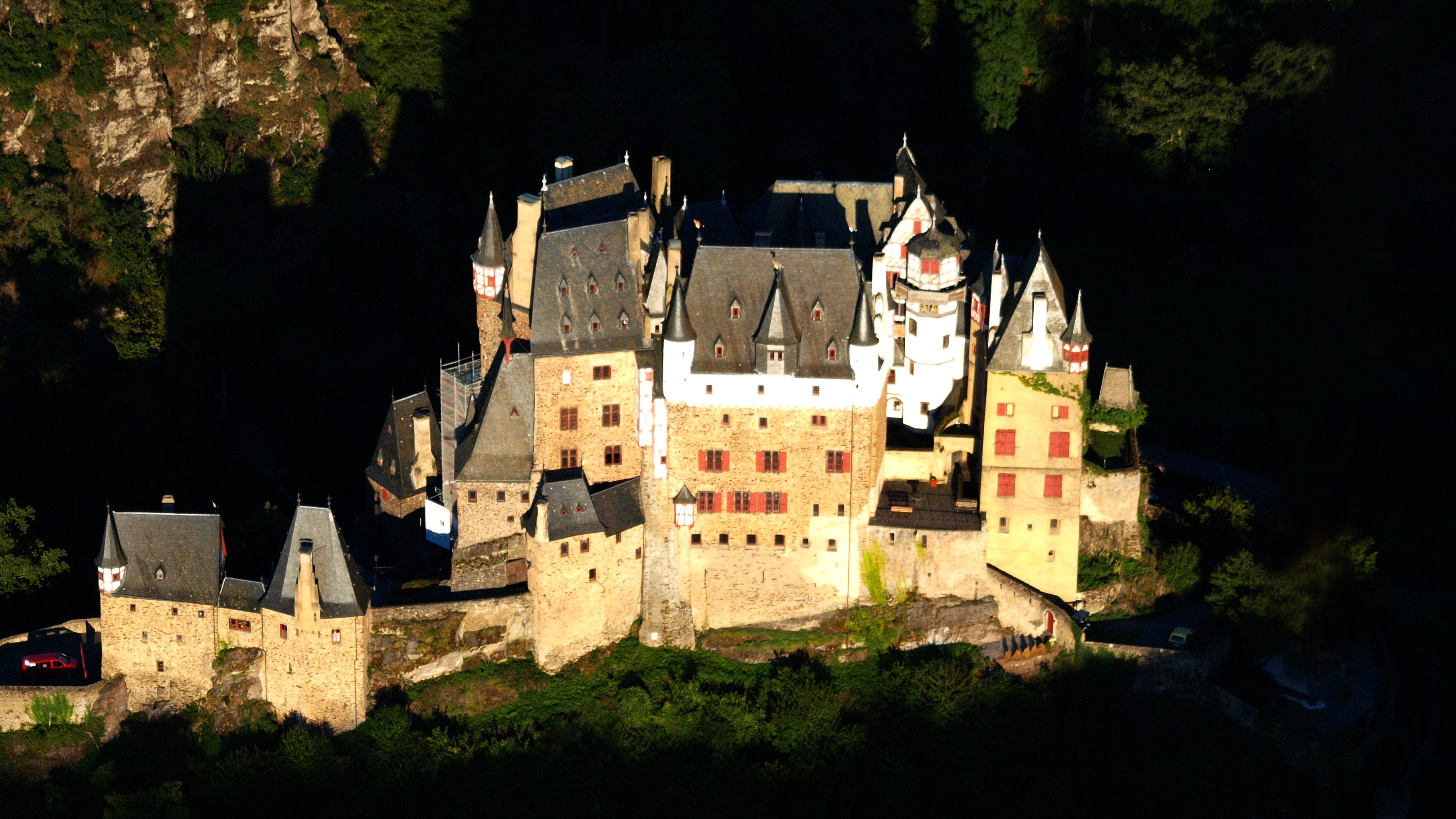
Vista aèria